# Sandy Ewen
Sandy Ewen (* 1985 in Toronto) ist eine kanadische Jazz- und Improvisationsmusikerin (Gitarre, Objekte, Komposition), die sich auch als Bildende Künstlerin und Architektin betätigt.

## Leben und Wirken
Ewen begann sich 2002 mit experimentellen Gitarrenspiel zu beschäftigen; ab 2004 spielte sie in der Experimental-Rockband Weird Weeds. 2008 erwarb sie den Bachelor of Architecture an der University of Texas at Austin. Seitdem lebt sie in Houston, wo sie sich neben musikalischen und künstlerischen Projekten als Architektin betätigt. Sie arbeitete u. a. im Trio mit Weasel Walter und Damon Smith sowie im Duo mit Sam Newsome; des Weiteren gehört sie den Formationen Spiderwebs, Garden medium und Etched in the Eye an. Sie lebt in Houston.
Ewen spielt die Gitarre liegend und setzt dabei Objekte und Effekt-Techniken ein.

## Diskographische Hinweise
- Sandy Ewen/Damon Smith/Weasel Walter (UgExplode, 2011)[3]
- Etched in the Eye: Live in Houston (2018), mit Danny Kamins, Robert Pearson
- Spiderwebs: in between the known and the unknown (2018), mit Tom Carter und Ryan Edwards
- Sandy Ewen / Chase Gardner: Transfusion (Marginal Frequency, 2019)
- Lisa Cameron / Sandy Ewen: See Creatures (Astral Spirits, 2019)
- Lisa Cameron / Sandy Ewen: See Creatures Live in Shreveport (2024)